# Коретиште
Коретиште (алб. Koretishtë или Koretishta, Koretisht или Koretishti; погрешно Куретиште) је село у општини Гњилане, у Косовскопоморавском округу, Косово и Метохија, Србија. Село је удаљено око 1,5 km, северозападно од Гњилана (управног центра Косовскопоморавског округа). Село је настањено искључиво српским становништвом и броји око 300 домаћинстава. Према попису становништва из 2011. године, село је имало 530 становника, већину становништва чинили су Срби.
Атар насеља се налази на територији катастарске општине Коретиште површине ? .

## Историја
Село је првобитно било настањено у пределу званом Куле и Канин Гроб, али је због честих поплава, временом пресељено у Горњем Коретишту, па се и данас у њивама на местима где се налазило претходно, налазе остаци тадашњих кућа.
Од напуштених гробаља најпознатије је Канино гробље.
У турском катастарском попису — дефтеру из 1455. године помиње се под именом Караниште и наводи се да у селу има 14 домаћинства са српским становништвом, на челу са попом.
На аустријској мапи из 1689. године регистровано је под именом Коретиште. У из села Коретишта 1736. за заштиту једног пролаза на планини Гвозни одређен је угледни домаћин села Стојан Станојевић.
У попису из 1912. године наводи се да у селу има 66 српских кућа. Са својом земљом била је 41 породица, 9 су имале само двориште а обрађивале туђа имања. Потпуно чифчијских домаћинства било је 16.
Најстарији род у селу су по једном тумачењу Ковачеви, које је записао и Атанасије Урошевић, а по другом тумачењу и материјалним доказима Пејнци. Приликом досељавања је, на Селишту, пре тога постојало неко насеље, али нису затекли становнике. Садашње село основано је када у околини није никако било Турака и Арбанаса.
Дана 12. јануара 1989. увече у Коретишту, одржан је скуп грађана у знак протеста због насиља Албанаца, и због горког искуства сељака Срба са општином, којом владају албански узурпатори. Срби су на том скупу изнели неправде учињене им приликом експропријације њихових плацева. Затим су власти том селу одузеле стару зграду школе и плац од 24 ара и дале их Текстилном комбинату. Срби су се нарочито жалили због малтретирања њихове деце када пролазе кроз новостворено насеље Гавран, где децу српску изругују и излажу разним непријатностима. Србима је био и отежан рад на околним њивама крај тог насеља, а посебно су им се причињавали велике пољске штете. Најтеже је Србима пало покушаји силовања малолетних српских девојчица и жена овога села, као и то да су органи безбедности споро или никако нису реаговали на сва ова насиља.
Након последњег Косовског рата (1999. године), село је напустило стотинак Срба, а животе је изгубило троје Срба, неколико је рањено и претучено.
Село је на западној страни брда Гламе (алб. Gllama). Село је богато водом и у самом селу се налази једанаест текућих чесама са квалитетном пијаћом водом. Збијеног је типа, дели се на шест махала, а то су:
1. Трпковска,
2. Пејнска,
3. Ђуринска,
4. Ковачева,
5. Горња махала и
6. Перина махала Доња.

Топографски називи за њиве су: Босотинце, Селиште, Глама, Пречина, Доње Ледине, Кула.
Топографски називи за шуме су: Курина, Река, Слана Вода, Ребар.
На месту званом Селиште стоје трагови цркве Св. Богородице.
У селу постоји црква Св. цара Константина и царице Јелене, грађена у периоду од 1991. до 2004. године. У селу постоји и осмогодишња школа која носи име писца Боре Станковића коју похађа 250 ученика, такође постоји и одељење средње Економско-трговинске школе коју похађа око 100 ученика. У селу постоји и модерна зграда амбуланте у којој ради неколико лекара из Здравственог центра Гњилане. Срби у овом селу се лече амбулантно, јер је болница у Гњилану запоседнута од стране Албанаца 1999. године.
На територији села се налази археолошко налазиште потес Гранчарица.
Село је бомбардовано током НАТО бомбардовања Југославије марта 1999. године. Гађано је касетним бомбама, и том приликом погинуо је војник Војске Југославије, Горан Марин.

## Демографија
Насеље има српску етничку већину.
| Година       | 1948 | 1953 | 1961  | 1971  | 1981  | 1991  | 2011 |
| ------------ | ---- | ---- | ----- | ----- | ----- | ----- | ---- |
| Становништво | 896  | 941  | 1.144 | 1.240 | 1.198 | 1.225 | 530  |

|  |

## Становништво
Према попису из 1961. године место је било већински насељено Србима. Након рата 1999. године стотинак Срба је напустило село.
Према албанским изворима, и албанском попису из 2011. године, национална структура села је почела да се мења, и Срби по том попису чине око 89% становништва тог места.
| Етнички састав према попису из 1961.‍ | Етнички састав према попису из 1961.‍ | Етнички састав према попису из 1961.‍ | Етнички састав према попису из 1961.‍ | Етнички састав према попису из 1961.‍ |
| ------------------------------------ | ------------------------------------ | ------------------------------------ | ------------------------------------ | ------------------------------------ |
|                                      |                                      |                                      |                                      |                                      |
| Срби                                 | Срби                                 |                                      | 1.140                                | 100%                                 |
| Укупно: 1.140                        |                                      |                                      |                                      |                                      |

| Етнички састав према попису из 2011.‍ | Етнички састав према попису из 2011.‍ | Етнички састав према попису из 2011.‍ | Етнички састав према попису из 2011.‍ | Етнички састав према попису из 2011.‍ |
| ------------------------------------ | ------------------------------------ | ------------------------------------ | ------------------------------------ | ------------------------------------ |
|                                      |                                      |                                      |                                      |                                      |
| Срби                                 | Срби                                 |                                      | 470                                  | 88,68%                               |
| Албанци                              | Албанци                              |                                      | 60                                   | 11,32%                               |
| Укупно: 530                          |                                      |                                      |                                      |                                      |

## Порекло становништва по родовима
Подаци из 1929. године:
Српски родови:
- Ковачеви (Ковачевићи) (17 куће, славе Св. Николу), по свом предању које је записао и Атанасије Урошевић у својој докторској дисертацији, досељени су из прилепског краја у Македонији, где су били врло богати и имали воденицу „од девет витла”. Турци им дођу по жене, ови их опију и побију, па са магарцима побегну. Прво се настанили у Кметовцу, па прешли у Станишору и најзад наиђу овде на добру воду и оснују ово село у другој половини 17. века. Презиме им је по томе што су им преци до око 1890. године били ковачи. Међутим, сам број кућа изазива сумњу у ове тврдње јер је број кућа Пејнаца дупло већи од броја кућа Ковачевића, што не би било могуће уколико су Ковачевићи дошли као породица а Пејнци потичу од једног пасторка. Такође, положај кућа у селу у односу на стари пут и положај гробова у односу на стару цркву не подржава тврдње да су Ковачевићи први род у селу. Такође, у Ковачевој махали има мали број чесама. Поседују родословно стабло 5 генерација уназад. Сам занат ковача најчешће су обављали Цигани[24][25]. Бранислав Нушић, у својој књизи „Косово - опис земље и народа" каже следеће: „Ковачи су искључиво Цигани"[26].
- Пејнци обухватају Кусостајковце (17 куће), Ђуринце (12 куће) и Ђокинцe (6 куће), сви славе Св. Николу. Ова су три рода су по предању Ковачевића постала од једног пасторка у роду Ковачевих, кога је као сина довела нека жена „вртенарка”[г], „бугарка”, „мечкарка”[д] из Македоније. По свом предању, слично Ковачевићима, они су пореклом из Селца, код Прилепа. Тамо је живело 9 браће који су имали 1 сестру од које је Турчин захтевао свадбарину, а браћа га када дође у кућу убију. У тој борби Стајку бива посечен перчин и он добија надимак Куси (скраћени). Из страха од обмазде они се селе и насељавају напуштено село[6] данашњег Коретишта које је остало пусто непосредно после Друге велике сеобе Срба. Ово предање подржава положај кућа у селу јер кроз Пејнску махалу пролази стари пут[3] Приштина-Гњилане који се спушта из Брасељца, прелази преко Гламе и спушта се у Гњилане, a кога сељани зову Горњи пут или Царски друм јер се њиме ишло у Цариград. док су у односу на овај пут Ковачевићи на рубу села. Положај гробова око старе цркве, такође, показује да се гробови Пејнаца налазе поред цркве док се гробови Ковачевића налазе на рубу гробља. У самој махали се налази 3 чесме које су старе (Пејнска, Под врбе, Млачина), тј још из доба оснивања села, а око махале има још 2 чесме новијег типа. Поседују родословно стабло 9 генерација уназад од досељавања до данашњих дана (од почетка 18. века).
- Трипковци (11 куће) од којих су постали и Огњанци (3 куће), славе Св. Враче, досељени око 1750. године али се не зна одакле.
- Шоприћи или Шоприћеви (6 куће, славе Св. Николу). Старином су из Шапранца код Трговишта, одакле се преселили у Криву реку и живели у селима Стрезовца, Трнићевцу, па око 1790. године досељени у Коретиште.
- Отићови (Отићовићи) (5 куће, славе Св. Димитрија), пресељени из Жегре око 1820. године.
- Шумаци (3 куће, славе Св. Арханђела), пресељени из Бостана око 1830. године од истоименог рода. Старином су из Шумана код Лебана.
- Свирци (2 куће, славе Св. Арханђела), досељени из Лабљана око 1870. године као слуге.
- Бушанци (2 куће, славе Св. Јована), досељени око 1880. године из Бушница (Крива река) за чифчије, јер нису имали земље, а ковачки занат којим су се занимали, већ је прешао у руке Цигана којих је тада много дошло из Масурице.
- Перини (Перићи) (12 куће, славе Св. Николу), досељени кад и Ковачеви, јер су били једна иста породица. Касније су се разврстали на неколико махала.
- Пушканци су досељени из околине Прилепа у 17. веку, кад и Ковачеви и Пејнци. Сроднике немају у селу, а имају их у Туларе (Медвеђа) и у Плочицама (Ковин), као исељенике из Макреша. Слава ове породице је Св. Никола. Пушканци су добили надимак од бабе Пушканке из Кусца, тј. по ујацима који су потајно трговали пушкама и често су пуцали „пушкарали” у весељу, али и у препиркама са другима. Презимена ове породице у Коретишту су Ђокић, који су исељени у Плочице код Ковина, 1 породица и у Газдаре код Медвеђе. Са презименом Васић има 2 куће у селу, а исељених има у Смедереву 1, Београду 1 (Калуђерица) и Јагодини 1 породица, са презименом Насковић има 1 кућа у Коретишту.
- Зна се, да су одавно у селу живели и неки Ивинци, који су се раселили. Порекло им се не памти.

## Познати Коретиштани
- Трајко Ковачевић (1862—1925); протојереј и учитељ
- Зоран Ковачевић (1968—); протојереј
- Зоран Филиповић (1960-); протојереј